# Езеро (Езеро)
Е́зеро (серб. Jезеро) —  населённый пункт (село) в Республике Сербской, Босния и Герцеговина. Центр одноимённой общины Езеро, которая относится к субрегиону Мрконич-Град региона Баня-Лука.

## Население
Численность населения села Езеро по переписи 2013 года составила 702 человека.
Этнический состав населения населённого пункта по переписи 1991 года:
- боснийские мусульмане — 477 (57,19%),
- сербы — 282 (33,81%),
- югославы — 34 (4,07%),
- хорваты — 33 (3,95%),
- другие — 8 (0,95%),
- всего — 834.